# Бънгкъм (окръг, Северна Каролина)
Окръг Бънгкъм (на английски: Buncombe County) е окръг в щата Северна Каролина, Съединени американски щати. Площта му е 1709 km², а населението – 256 088 души (2016). Административен център е град Ашвил.